# Moving
«Moving» es una canción de la banda inglesa Supergrass de su tercer álbum de estudio, Supergrass. La canción habla acerca del cansancio debido a los tours de la banda. Lanzado como un single en septiembre de 1999, "Moving" alcanzó el puesto número nueve en los UK Singles Chart, convirtiéndose en el último hit de Supergrass hasta la fecha en alcanzar el top-ten. Además, logró el puesto número 14 en Finlandia, siendo el único hit de la banda en alcanzar el top veinte en dicho país, y logró alcanzar el puesto 81 en Países Bajos. Esta canción luego apareció en su compilación de grandes hits, Supergrass is 10: The Best Of 1994-2004.
El tema ha aparecido en la comedia británica East is East, en el inicio de los créditos finales, y en el episodio de Holby City, "Tough Love" (2009). También fue sampleado por MC Lars para su canción "Ahab".

## Vídeo musical
El video fue dirigido por Nick Gordon. Como la canción, tiene la intención de mostrar lo tedioso que es el touring. El paso del tiempo es mostrado a través del cambio de las vestimentas de los miembros de la banda, sus ligeros cambios en apariencia, la selección de diferentes habitaciones de hoteles donde han estado, y los llaveros con las llaves de dichas habitaciones. Las imágenes del vídeo son aceleradas y ralentizadas, y las escenas se rebobinan y se repiten para aumentar el efecto de película.